# Lipowiec (Wróblowice)
Lipowiec (ukr. Липовець, Łypoweć) – południowo-zachodnia część wsi Wróblowice w rejonie drohobyckim obwodu lwowskiego Ukrainy, nad Tyśmienicą.

## Historia
Lipowiec (także Lipowice) to dawniej wieś stanowiąca w XIX wieku gminę jednostkową w Bezirk Medenice, od 1867 w powiecie samborskim. W II RP od 1934 gromada (obejmującą też Janówkę) w gminie Rychcice. Po wojnie w ZSRR, gdzie między 1959 a 1962 został włączony do Wróblowic.